# Montfuron
Montfuron ist eine Gemeinde mit 220 Einwohnern (Stand 1. Januar 2022) in Südfrankreich. Sie gehört zur Region Provence-Alpes-Côte d’Azur, zum Département Alpes-de-Haute-Provence, zum Arrondissement Forcalquier und zum Kanton Manosque-1. Die Bewohner nennen sich Montfuronnais. Die Gemeinde grenzt im Nordosten an Villemus, im Osten an Manosque, im Südosten an Pierrevent, im Südwesten an La Bastide-des-Jourdans und im Nordwesten an Montjustin.

## Bevölkerungsentwicklung
| Jahr      | 1962 | 1968 | 1975 | 1982 | 1990 | 1999 | 2005 | 2012 |
| --------- | ---- | ---- | ---- | ---- | ---- | ---- | ---- | ---- |
| Einwohner | 48   | 86   | 79   | 156  | 149  | 166  | 189  | 204  |

## Sehenswürdigkeiten
- Kapelle Saint-Elzéar, Monument historique

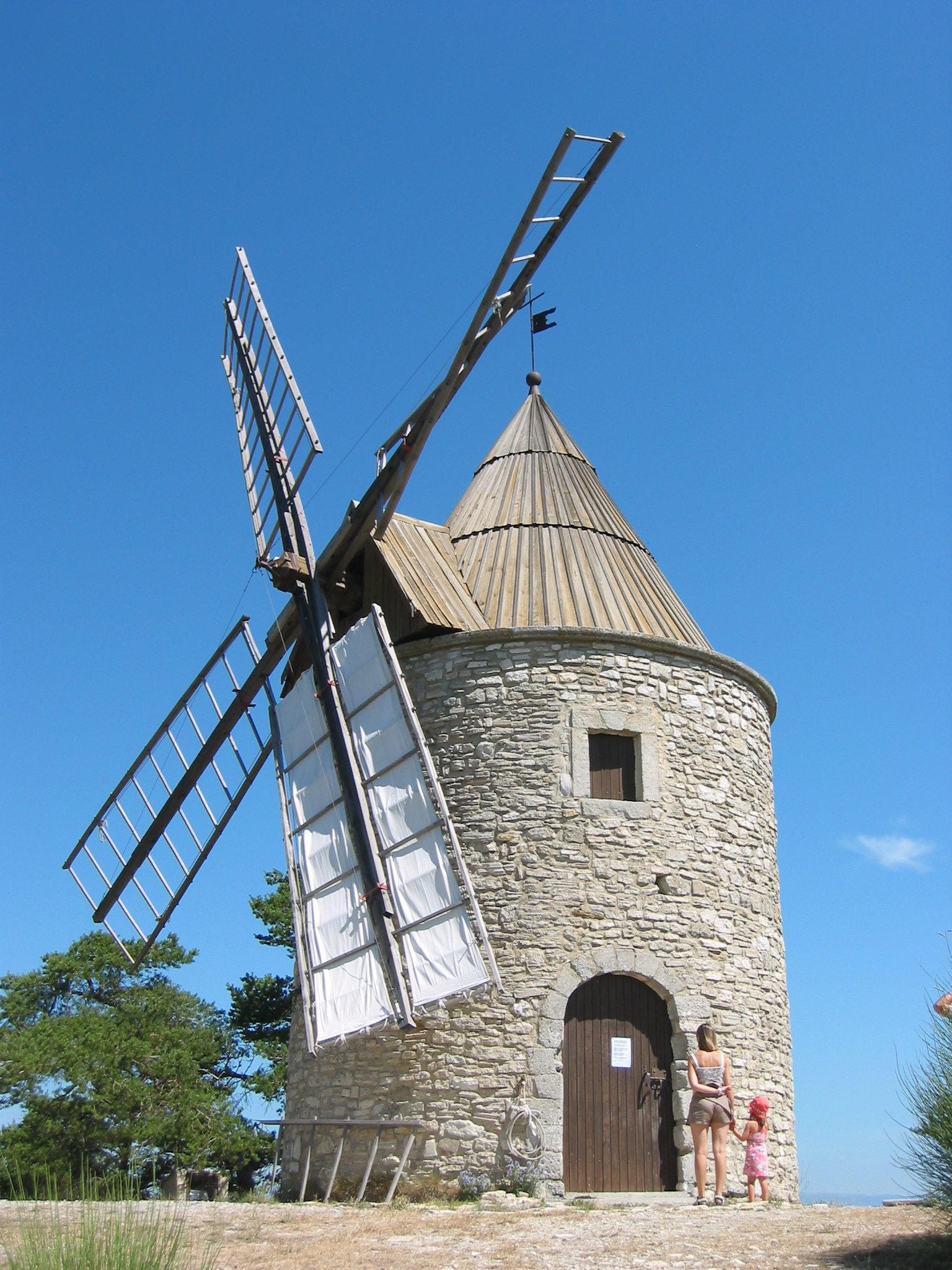
Windmühle von Montfuron